# Pale (miasto)
Pale (cyr. Пале) – miasto w Bośni i Hercegowinie, w Republice Serbskiej, w mieście Sarajewo Wschodnie, siedziba gminy Pale. W 2013 roku liczyło 12 569 mieszkańców.
W 1921 r. w Pale powstał klasztor rzymskokatolickich Córek Bożej Miłości. 11 grudnia 1941 r. serbscy czetnicy uprowadzili pięć sióstr (2 Chorwatki, 2 Słowenki i 1 Austriaczkę) z tego klasztoru, a 15 grudnia zamordowali w Goražde. Nazwane Drińskimi Męczennicami zostały one beatyfikowane 24 września 2011 r. w Sarajewie.
W czasie wojny w Bośni było faktyczną stolicą bośniackich Serbów. W mieście w latach 30 XX wieku znajdowała się skocznia narciarska Pale Skakaonica.

## Miasta partnerskie
- Smederevo, Serbia